# Большееланское муниципальное образование
Большееланское муниципальное образование — муниципальное образование со статусом сельского поселения в 
Усольском районе Иркутской области России. Административный центр — Большая Елань.

## Демография
По результатам Всероссийской переписи населения 2010 года 
численность населения муниципального образования составила 2741 человек, в том числе 1285 мужчин и 1456 женщин.

## Населённые пункты
В состав муниципального образования входят населённые пункты
- Большая Елань
- Архиереевка
- Большежилкина
- Калиновка
- Низовцева
- Новоясачная
- Целоты[3]